# 拉斯塞利亚斯-蓬萨诺
拉斯塞利亚斯-蓬萨诺，是西班牙阿拉贡自治区韦斯卡省的一个市镇。总面积27平方公里，总人口166人（2001年），人口密度6人/平方公里。